# Adelis stadioni
Adelis stadioni (Adelistadion) var en stadion i Batumi vid svarta havskusten i Georgien. Stadion är den för närvarande näst största i staden, efter Tsentraluri stadioni Batumi. Vid stadion spelar fotbollsklubben Adeli Batumi sina hemmamatcher. Fram till år 2013 spelar även den största lokala klubben, Dinamo Batumi, på stadion eftersom dess arena, Batumi-stadion, håller på att byggas. Adelis stadioni hade kapacitet för 1000 åskådare vid fotbollsmatcher. 